# Grecia en los Juegos Paralímpicos de Nueva York y Stoke Mandeville 1984
Grecia estuvo representada en los Juegos Paralímpicos de Nueva York y Stoke Mandeville 1984 por tres deportistas, dos hombres y una mujer. El equipo paralímpico griego no obtuvo ninguna medalla en estos Juegos.